# 貝弗利 (英格蘭)
貝弗利（英語：Beverley）是位於英國英格蘭東約克郡的一座集鎮和民政教區，以貝弗利大教堂和眾多歷史古蹟而聞名。美國麻省城市貝弗利的名稱就起源自這裡，加州的比佛利山莊也是如此。2011年人口普查時，貝弗利有人口18,624人。

## 外部連結
- 《末日審判書》上的Beverley
- Beverley Town Council （页面存档备份，存于）
- Beverley Advertiser （页面存档备份，存于）
- Beverley Guardian （页面存档备份，存于）